# Ecokathedraal

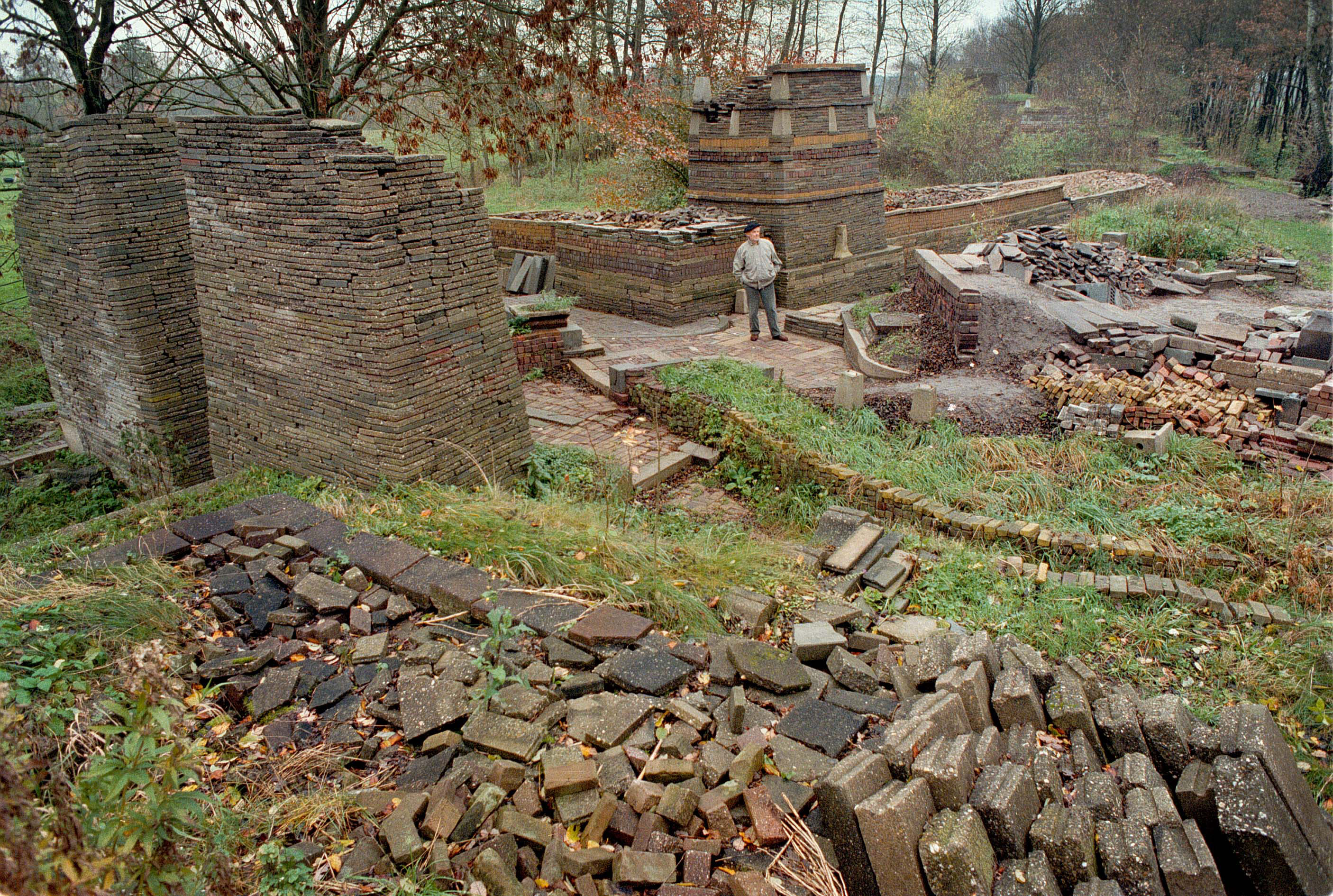
Louis le Roy te midden van de Ecokathedraal (2007)

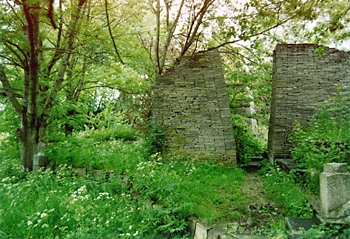
Een deel van de Ecokathedraal (2003)

De Ecokathedraal is een land art-project bij het Friese dorp Mildam, in de Nederlandse gemeente Heerenveen.

## Beschrijving
De Ecokathedraal, gesitueerd even ten noorden van Mildam, is bedoeld als een werkplaats waar langdurige processen tussen mens en natuur worden bestudeerd. Door stoeptegels en ander overtollig bouwmateriaal op bijzondere wijze opeen te stapelen kan de flora en fauna zijn natuurlijke gang gaan. De eerste ecokathedraal is gelegen op een perceel grond te midden van de bossen van Mildam, gemeente Heerenveen. Het project is in de jaren 1970 gestart door filosoof/'ecotect'/landschapsarchitect Louis le Roy (1924-2012). De bedoeling is dat het project tot het jaar 3000 blijft duren. Deze tijd is namelijk nodig om de processen te kunnen bestuderen die eindeloos doorgaan. Om de continuïteit te waarborgen is in 2001 de Stichting Tijd opgericht, die ook als doel heeft om vergelijkbare processen te starten in binnen- en buitenland.
In 2008 is voor het terrein waarop de eerste Ecokathedraal gebouwd wordt een officieel bestemmingsplan "Ecokathedraal proces" goedgekeurd door Provinciale Staten, wat de weg vrij maakt voor vergelijkbare projecten in Nederland.
Tegelijkertijd met de ontwikkeling van de ecokathedraal in Mildam is de Le Roy tuin, een openbaar park in Heerenveen, als een ecokathedraal in ontwikkeling.

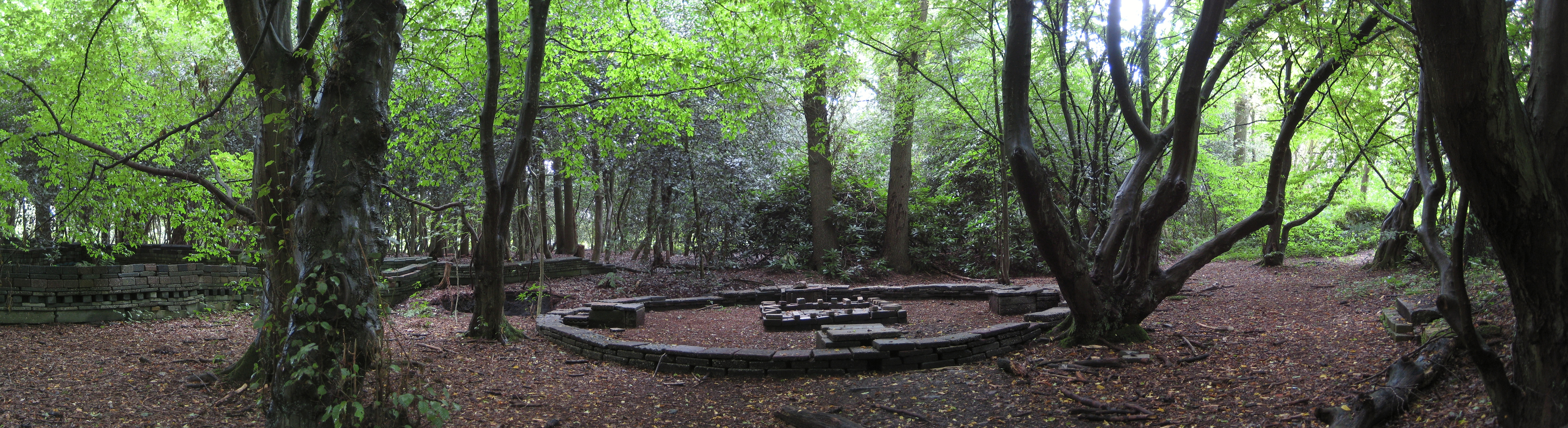
Sfeerbeeld (2012)